# Horst Funk
Horst Funk (* 25. Dezember 1933) ist ein deutscher Tischtennisspieler mit seinem Leistungszenit in den 1950er Jahren. Er nahm an einer Weltmeisterschaft teil.

## Werdegang
Der Linkshänder Funk spielte ausschließlich beim Verein TTC 1946 Weinheim, mit dessen Jugendmannschaft er 1949 badischer Meister wurde. Insgesamt gewann er mehr als 35 badische Titel, mehrfach wurde er in die badische Auswahl berufen. Von 1953 bis 1962 nahm er sechs Mal an den nationalen deutschen Meisterschaften teil.
1959 wurde Funk für die Individualwettbewerbe der Weltmeisterschaft in Dortmund nominiert. Hier trat er nur im Einzel an, scheiterte jedoch in der Qualifikationsrunde.
Bei den deutschen Seniorenmeisterschaften siegte er in der Klasse Ü65 2001 und 2003 im Einzel sowie 2008 im Doppel Ü75 mit Alfons Dittrich.

## Privat
Funk ist seit 1962 verheiratet.

## Turnierergebnisse
| Verband | Veranstaltung     | Jahr | Ort      | Land | Einzel | Doppel    | Mixed        | Team |
| ------- | ----------------- | ---- | -------- | ---- | ------ | --------- | ------------ | ---- |
| FRG     | Weltmeisterschaft | 1959 | Dortmund | FRG  | Qual   | Scratched | keine Teiln. |      |